# نهضة الأمم:صعود الأساطير
نهضة الأمم: صعود الأساطير (بالإنجليزية: Rise of Nations: Rise of Legends)‏ هي لعبة فيديو من نوع إستراتيجية الوقت الحقيقي، صدرت في مايو 9, 2006، وهي متوفرة على أجهزة مايكروسوفت ويندوز. اللعبة من تطوير بيج هيوج جيمز ومن نشر مايكروسوفت جيم ستوديوز.